# Luray (Karolina Południowa)
Luray – miasto w Stanach Zjednoczonych, w stanie Karolina Południowa, w hrabstwie Hampton.